# Catharina Hooft
Catharina Pietersdr Hooft, vrijvrouwe van de vrije en hoge heerlijkheid van Purmerland en Ilpendam (Amsterdam, 28 december 1618 - Slot Ilpenstein, ca. 30 september 1691) was een bekend persoon uit de Gouden Eeuw. Zij stamde af van het Amsterdamse regentengeslacht Hooft.

## Biografie
Catharina Hooft werd geboren als dochter van Pieter Jansz Hooft (1575-1636) en Gertruid Overlander van Purmerland (1577-1653). Het geslacht Hooft behoorde tot de Amsterdamse regentenklasse. Catharina had vele beroemde familieleden; zo was Volckert Overlander haar grootvader en waren Andries de Graeff en Frans Banninck Cocq haar zwagers. De gebroeders Andries, Cornelis en Jan Bicker waren, evenals Johan en Cornelis de Witt, haar neven.
Op 18-jarige leeftijd huwde zij met Cornelis de Graeff. Uit dit huwelijk werden twee levensvatbare zonen geboren:
- Pieter de Graeff (1638-1707)[2]
- Jacob de Graeff (1642-1690), getrouwd met Maria van der Does.[3]

Na de plotselinge dood van Jacob's vrouw Maria in 1667 begon hij Anna Christina Pauw, het hof te maken. Catharina Hooft, die de Pauwen gantsch niet lustte, verzette zich met succes tegen zijn verloving met Anna Christina Pauw, waarbij zij zelfs de hulp inriep van raadpensionaris Johan de Witt om een huwelijk te verhinderen.
In 1652 werd zij, samen met haar man en haar zonen, door Jan Victors uitgebeeld als Rebekka, de vrouw van aartsvader Isaak, samen met hem en hun zonen Esau en Jakob. Dit werk maakt deel uit van een privécollectie.

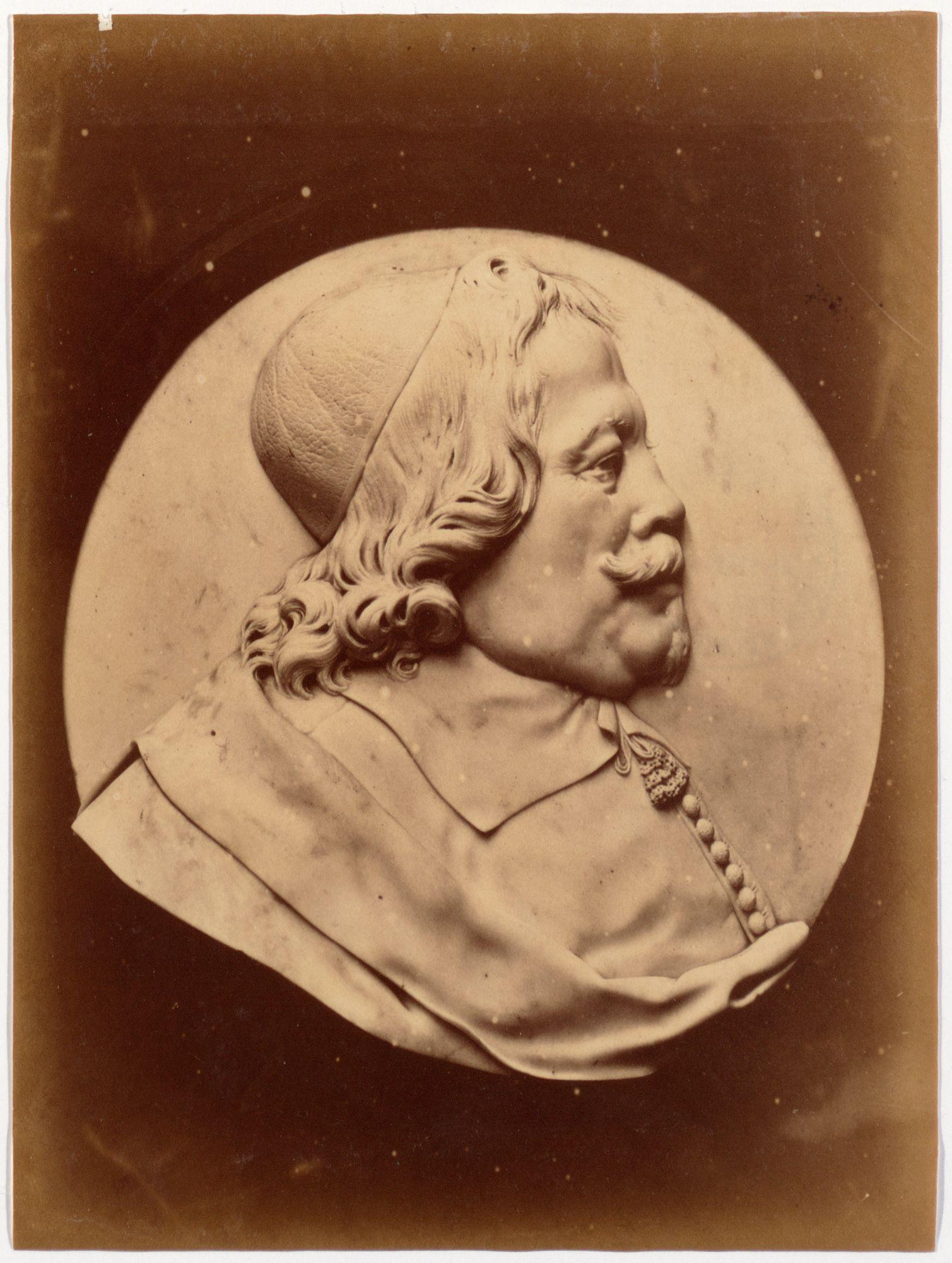
Medaillon portretten van Cornelis en Catharina
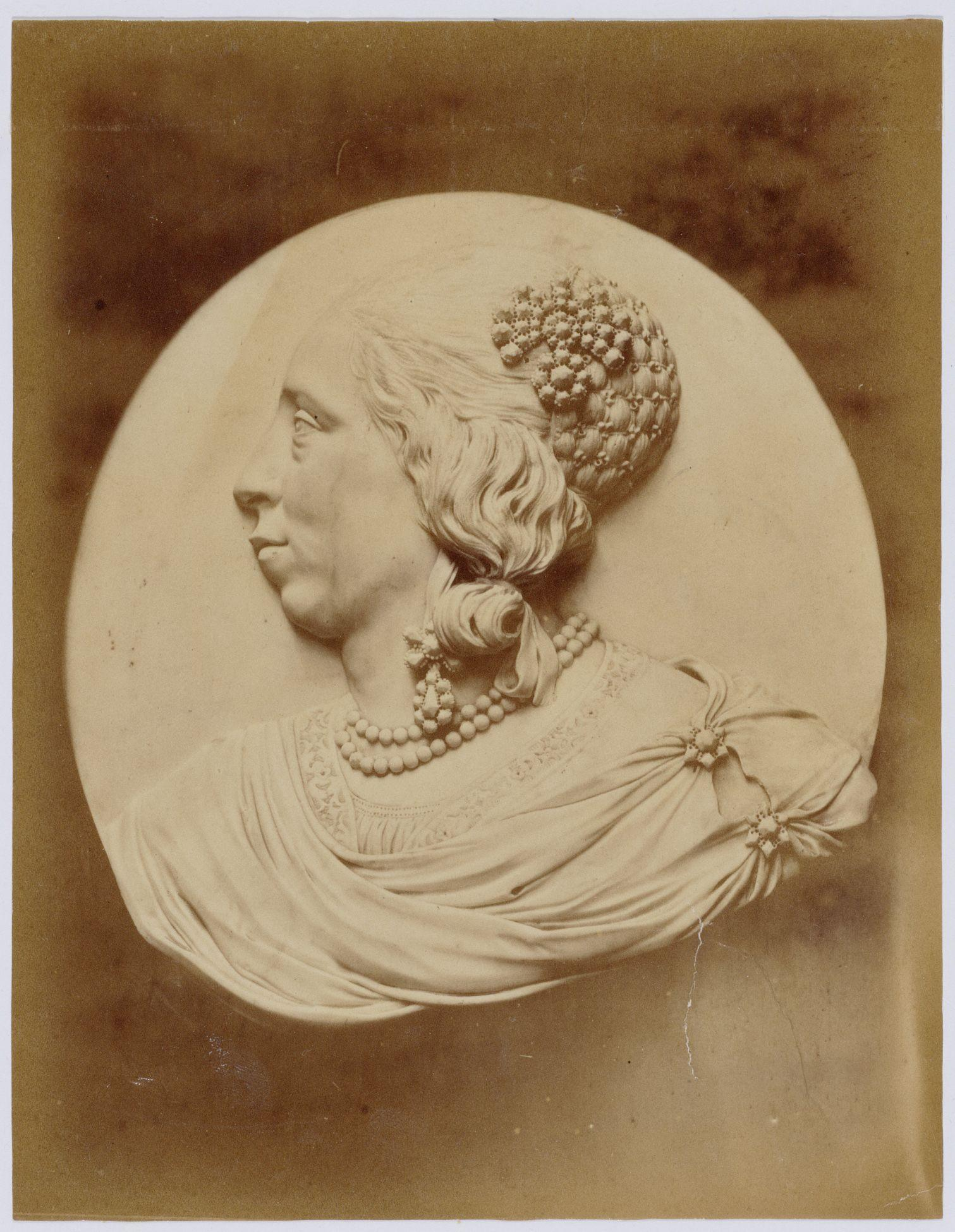
gebeeldhouwd door Artus Quellinus in 1660.
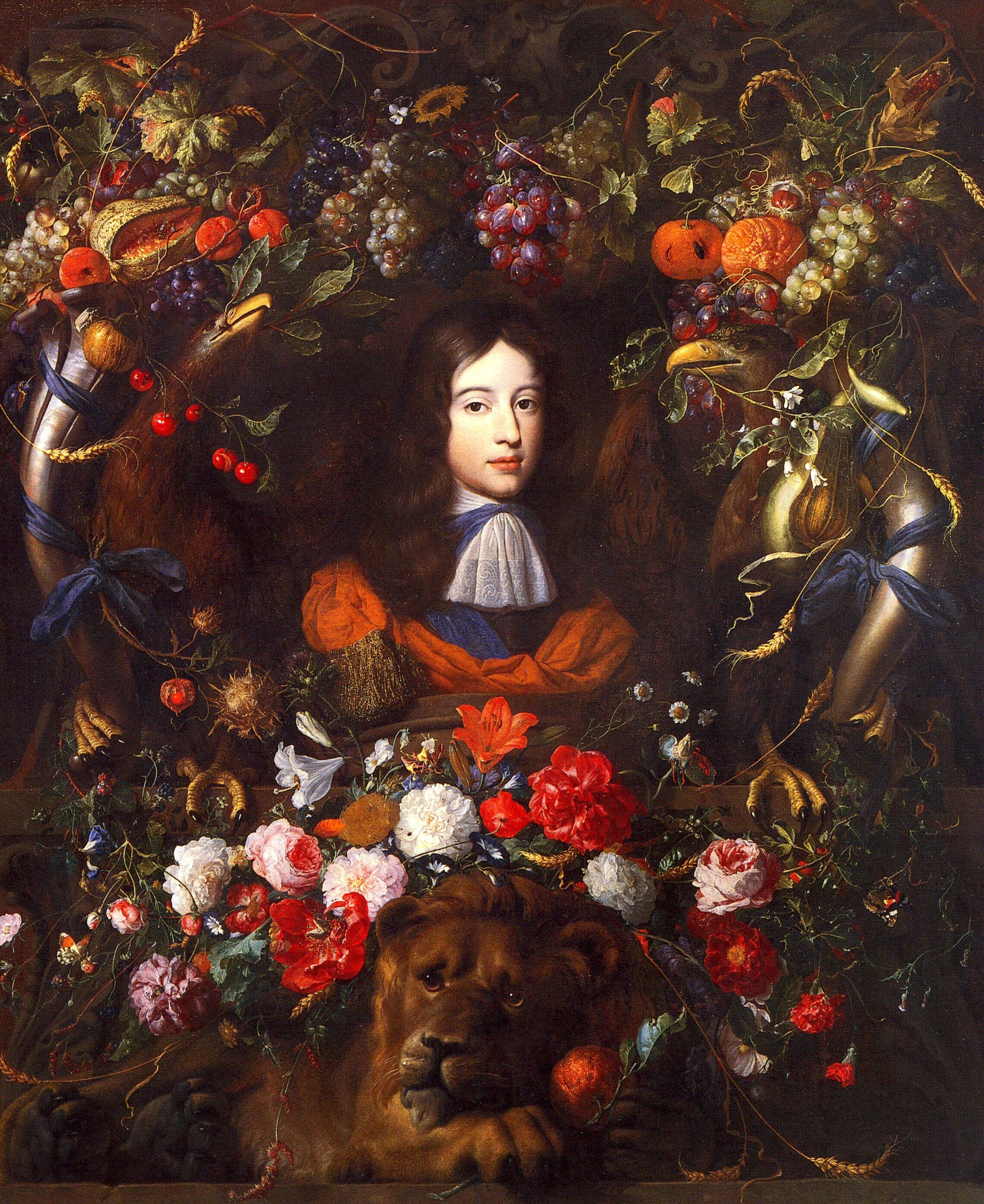
Willem III van Oranje 10 jaar (ca.1662)
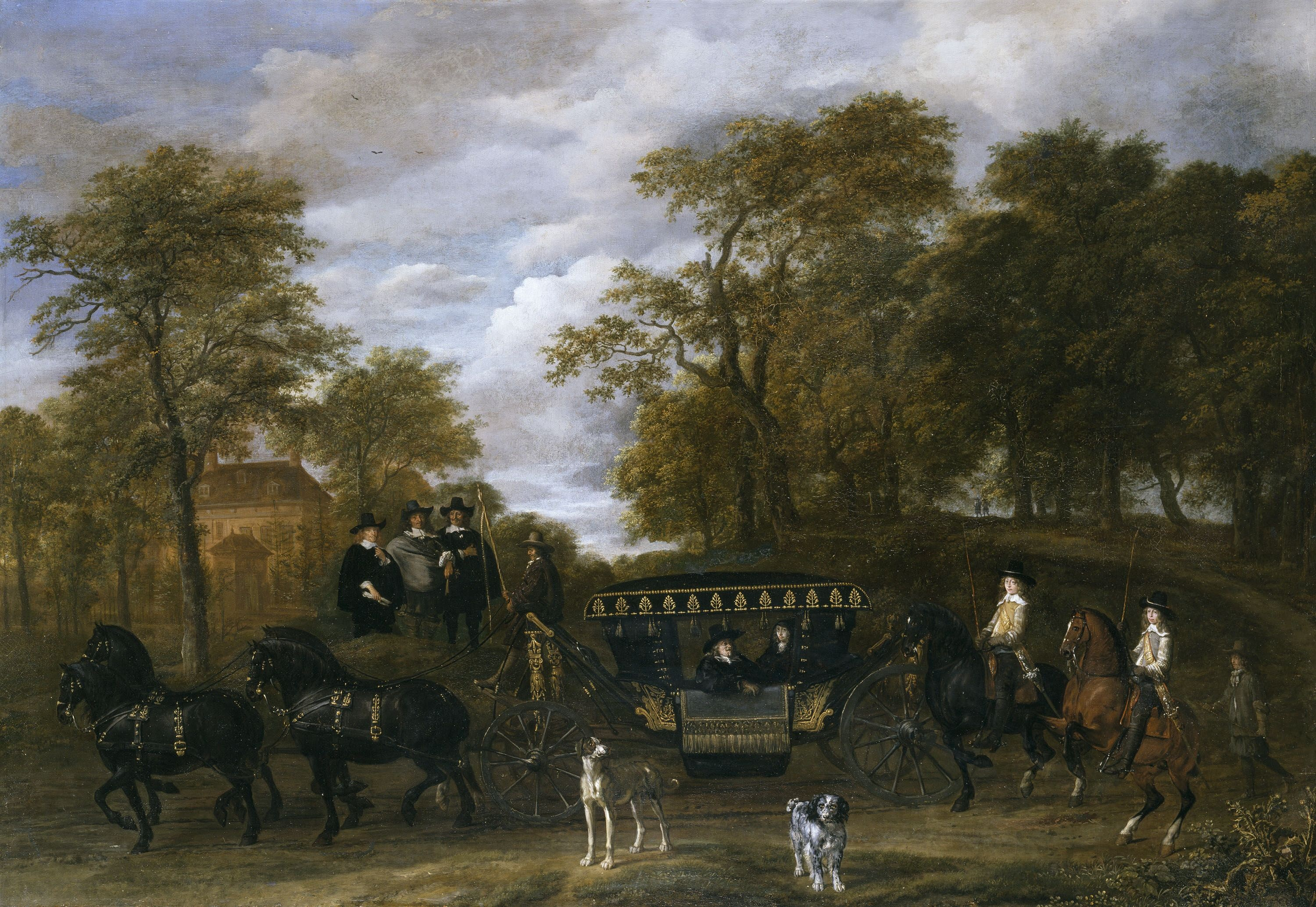
Cornelis de Graeff te Soestdijk;[5]door Thomas de Keyser/Jacob van Ruisdael (tussen 1656 en 1660) National Gallery of Ireland

Het echtpaar bewoonde het lustslot Zoestdijk in Baarn. In 1660 werd haar man Cornelis samen met Johan de Witt en Gillis Valckenier voogd van Willem III van Oranje, het kind van staat. Haar zonen Pieter en Jacob speelden in het huis aan de dijk naar Soest (het latere paleis Soestdijk) samen met de kleine Willem.
In 1672 toen Willem III van Oranje uit de schaduw trad om algemeen kapitein en stadhouder te worden, gooide ze het over een andere politieke boeg en werd ze – samen met haar zoons – aanhanger van het Huis Oranje-Nassau. Willem kocht jachtslot De Graeff en de omliggende weilanden, het latere Paleis Soestdijk, van Jacob de Graeff voor slechts 18.755 gulden.
Catharina Hooft volgde in 1678 haar nicht Maria Overlander op als vrouwe van Purmerland en Ilpendam. Ze krijgt bij testament van Maria levenslang vruchtgebruik van deze vrije en hoge heerlijkheid.
Haar door Nicolaes Eliasz. Pickenoy geschilderde huwelijksportret bevindt zich in de Gemäldegalerie te Berlijn, evenals haar beroemde portret als kind met haar min, geschilderd door Frans Hals. Haar door Artus Quellinus in 1660 gebeeldhouwd reliëf in marmer is in het Rijksmuseum te Amsterdam te bezichtigen.

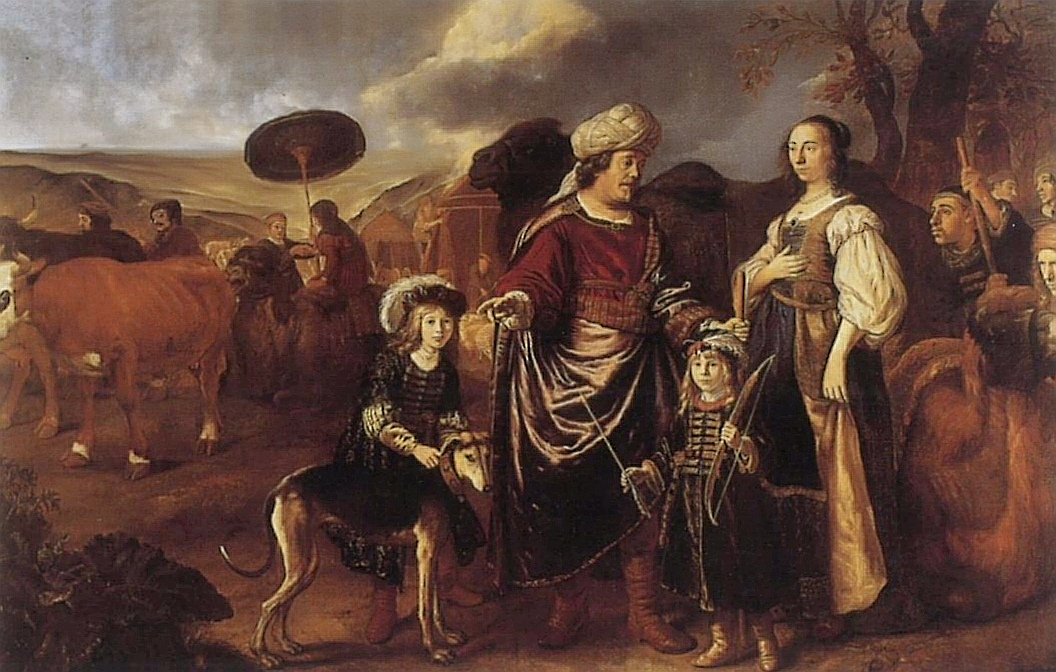
Allegorie van Cornelis de Graeff als leider van zijn volk:[8]Jan Victors (1652) privécollectie
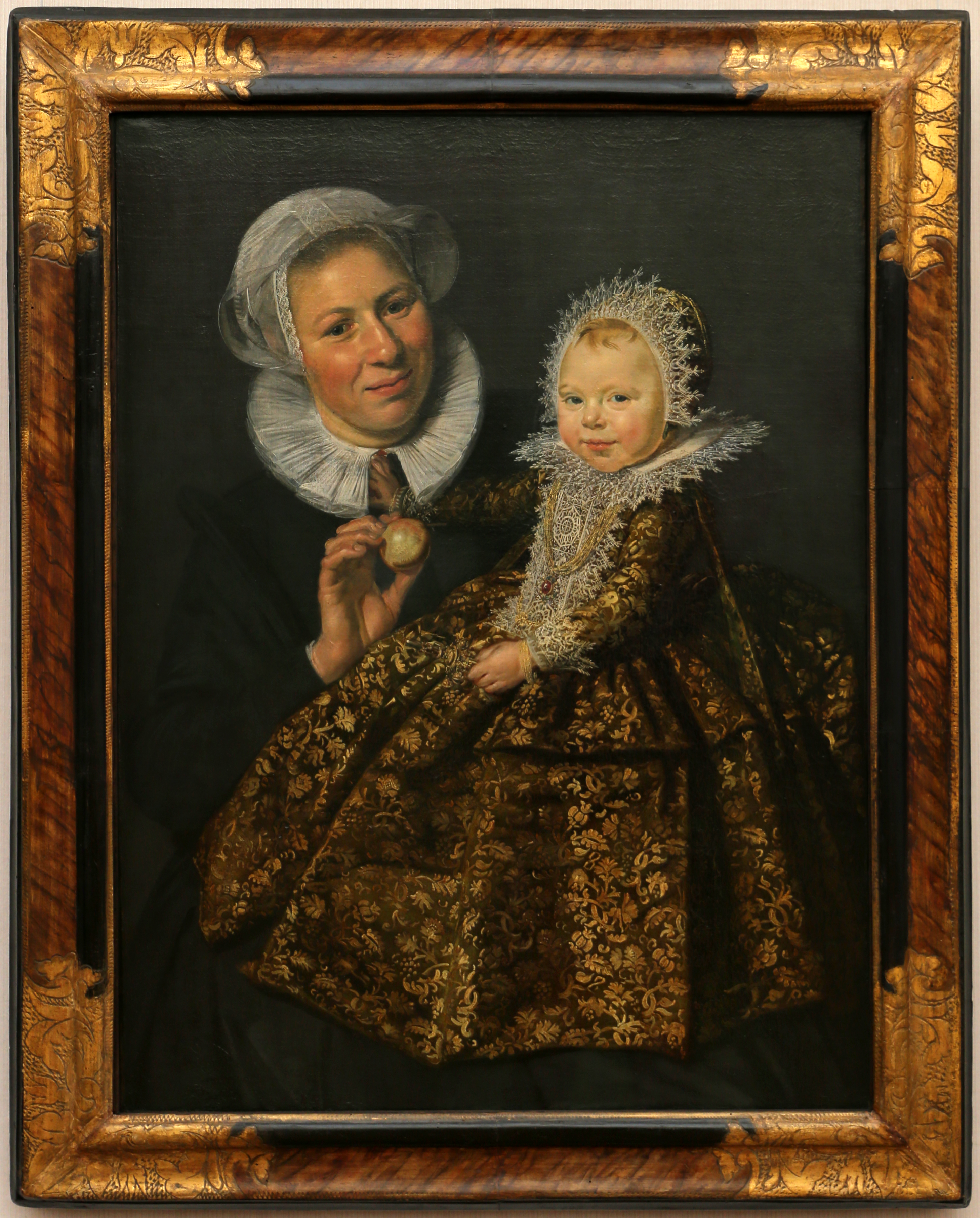
Catharina en haar min, Frans Hals (tussen 1619 en 1620) Gemäldegalerie (Berlijn)
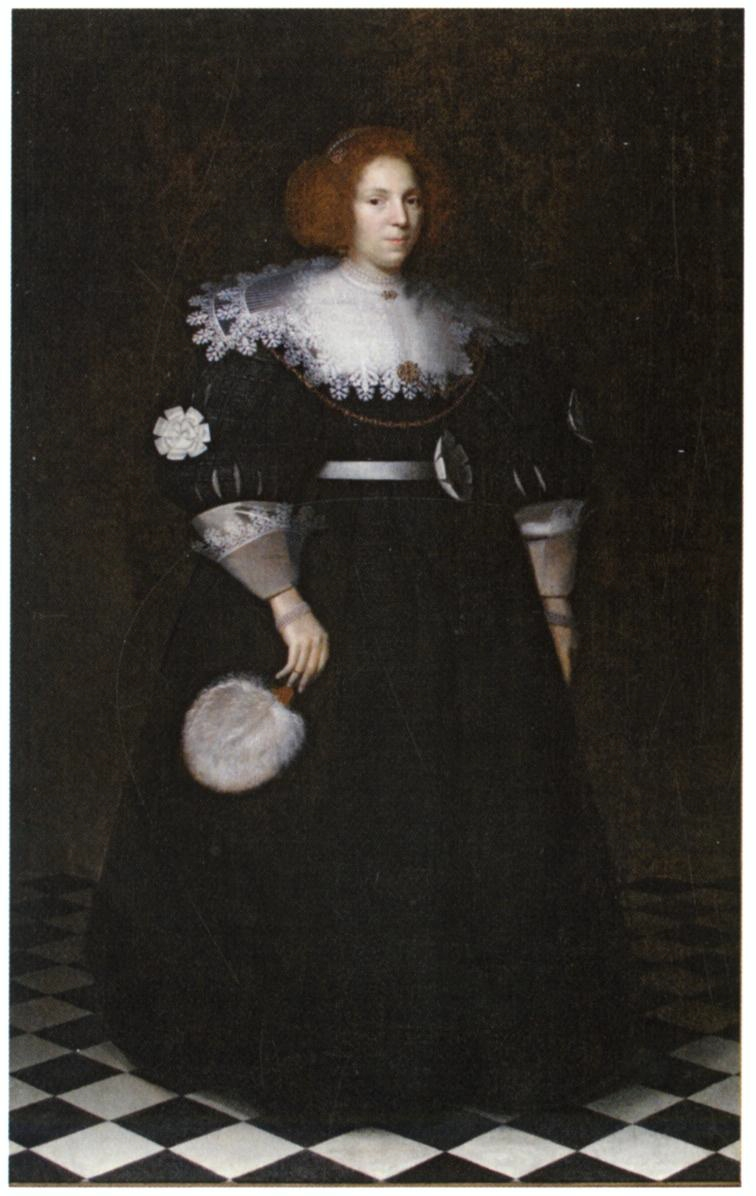
Maria Overlander, Wybrand de Geest (1630) Museum Prinsenhof Delft; Omdat Maria Overlander geen eigen kinderen had, ging haar erfenis naar haar nicht Catharina.
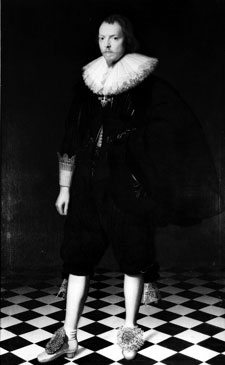
Frans Banning Cocq, Echtgenoot van Maria Overlander, Wybrand de Geest (1630) Museum Prinsenhof Delft
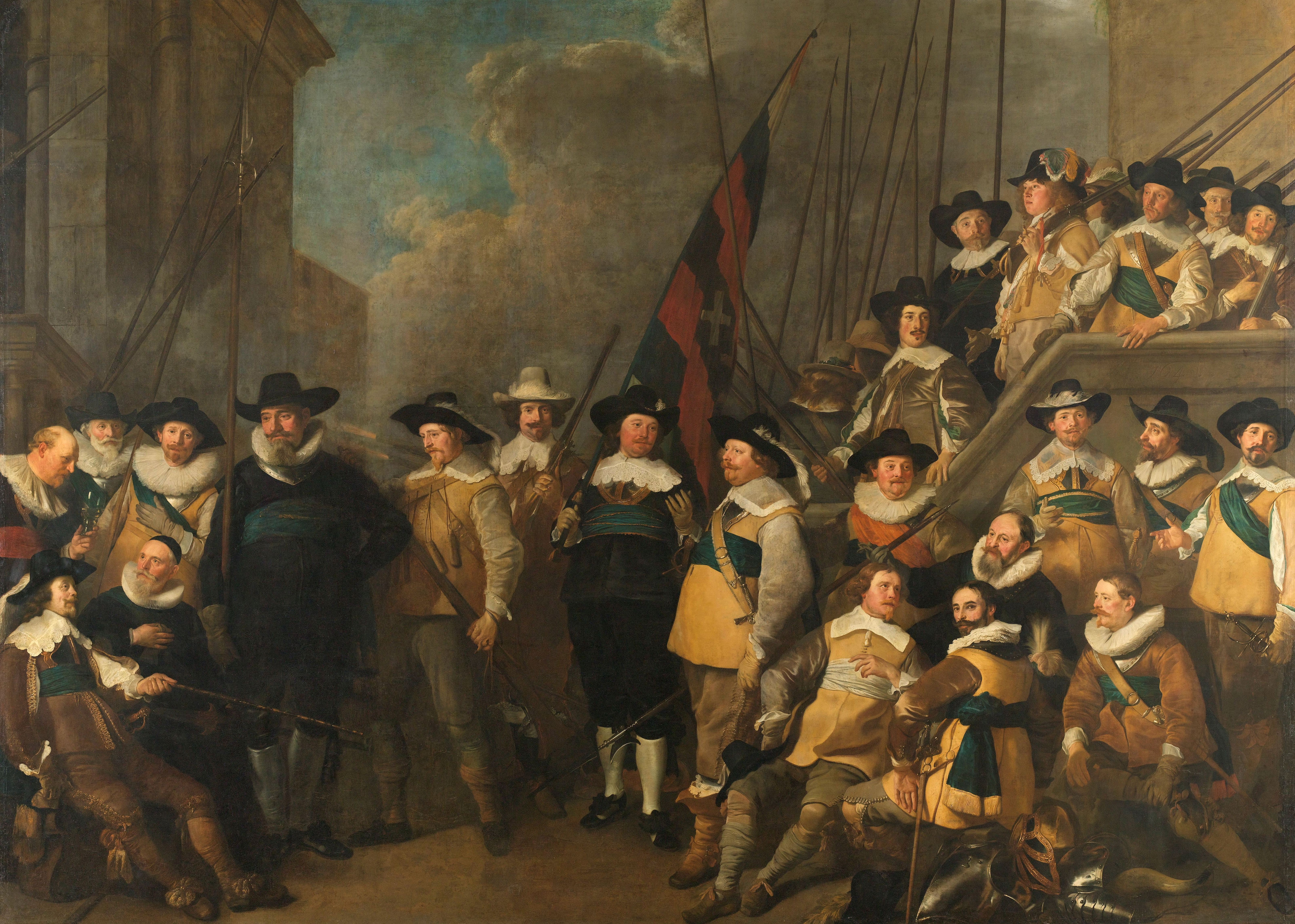
"Officieren en andere schutters van wijk V in Amsterdam onder leiding van kaptein Cornelis de Graeff en luitenant Hendrick Lauwrensz", [9]Jacob Adriaensz. Backer (1642) Rijksmuseum Amsterdam
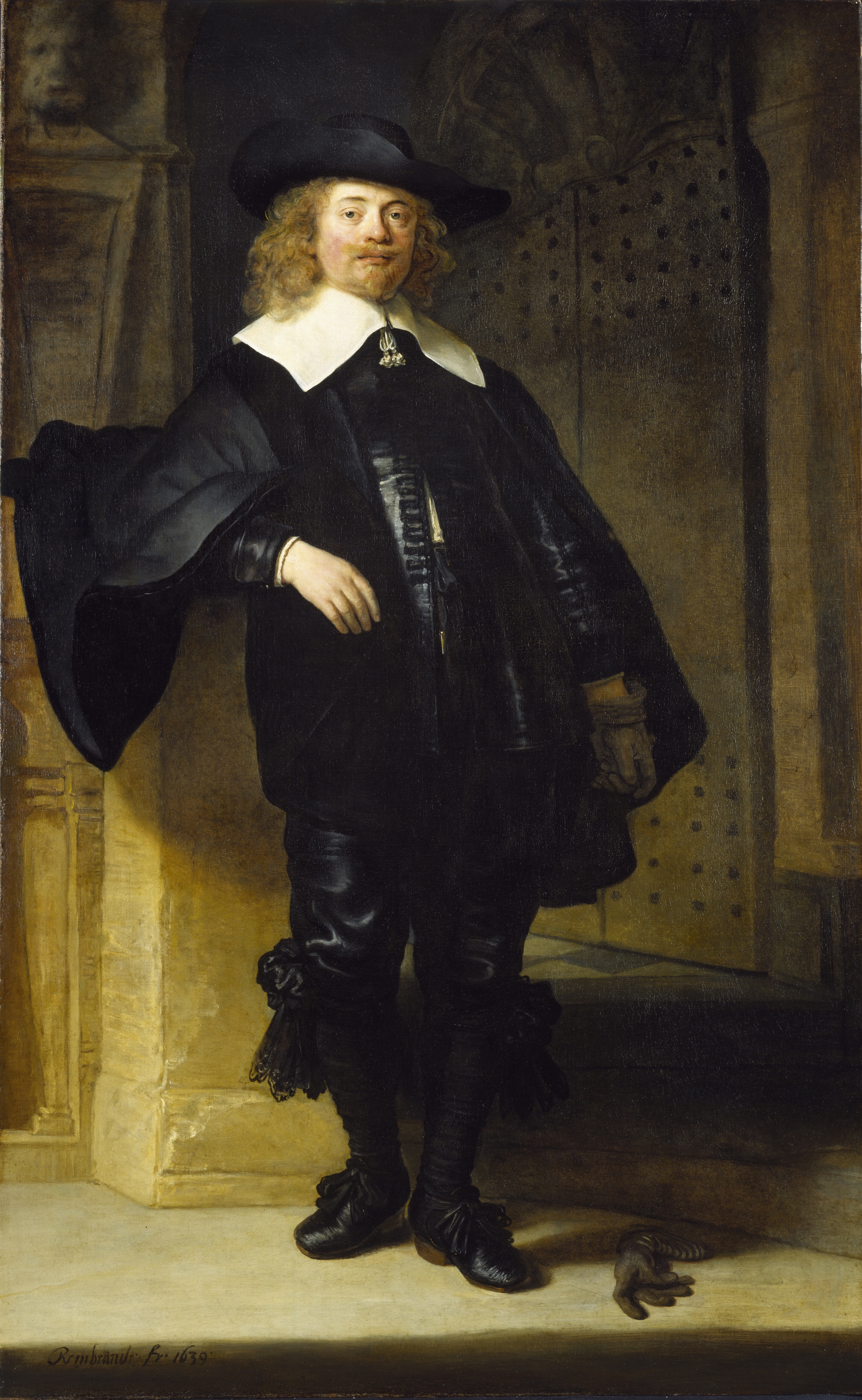
Andries de Graeff, broer van Cornelis, Rembrandt van Rijn (1639) Gemäldegalerie Alte Meister
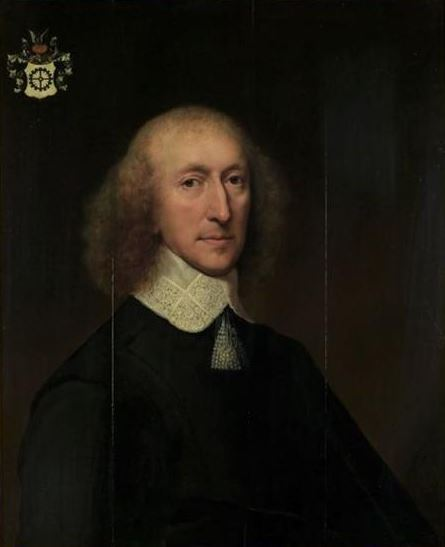
Daniël van Hogendorp, echtgenoot van Ida Maria Hooft, Cornelis Janssens van Ceulen (tweede helft 17e eeuw) Museum Rotterdam
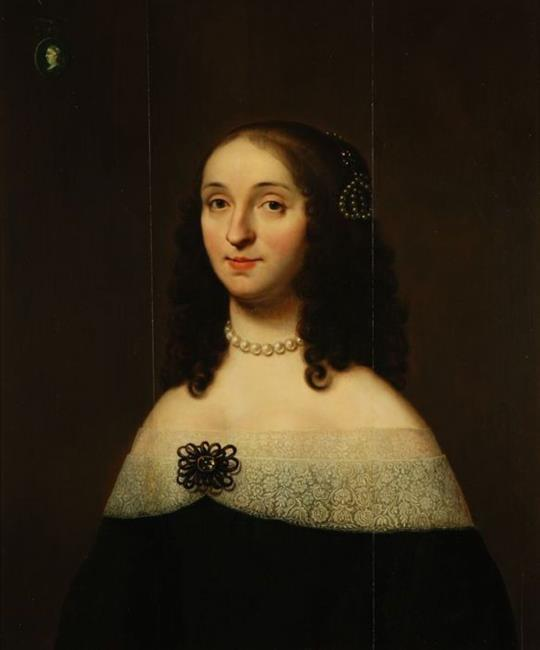
Ida Maria Hooft (1618–1683), nicht van Catharina, Cornelis Janssens van Ceulen (tussen 1650 en 1660) Museum Rotterdam
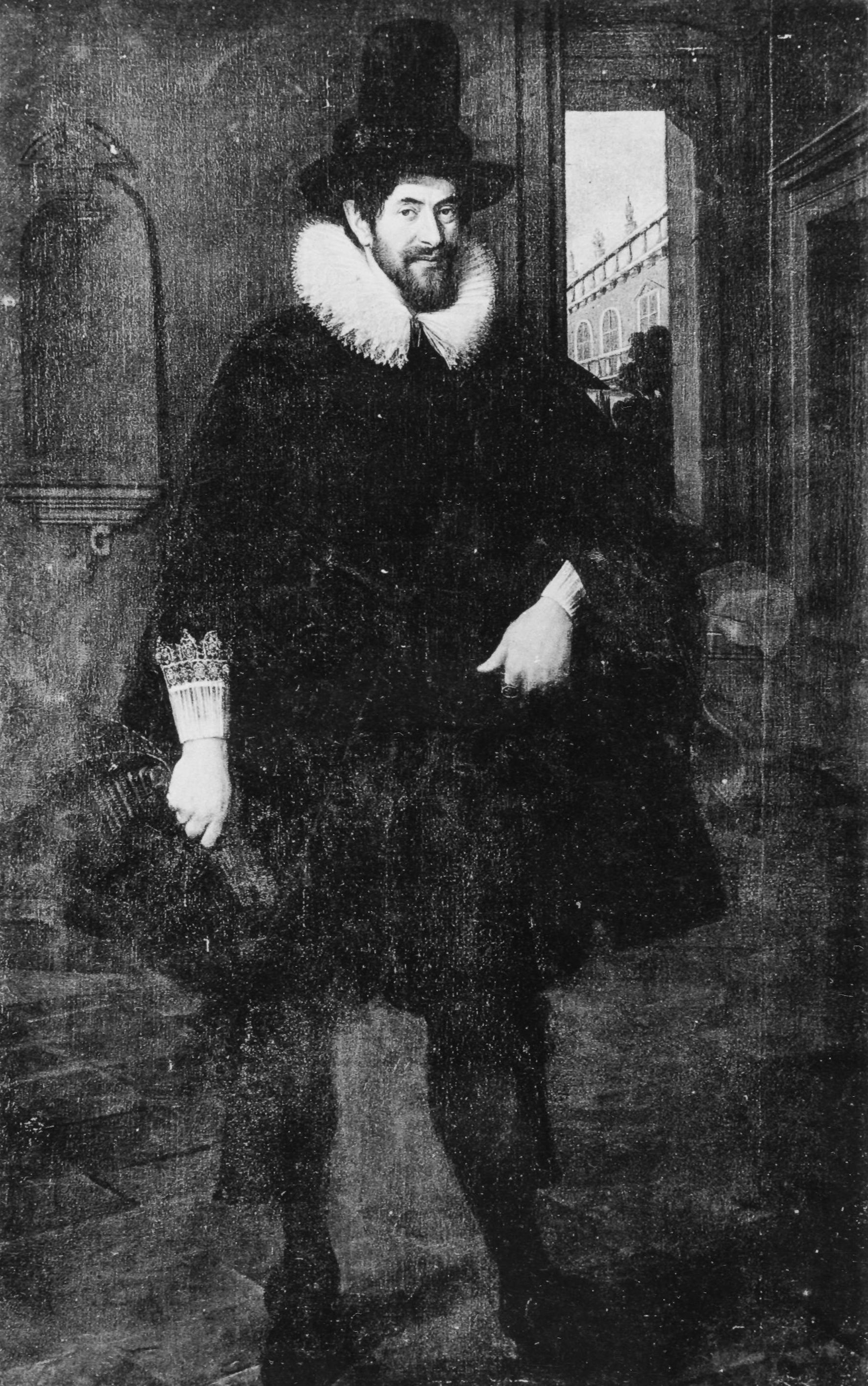
Pieter Jansz Hooft (1575-1636), vader van Catharina(gedateerd 1621) RKD
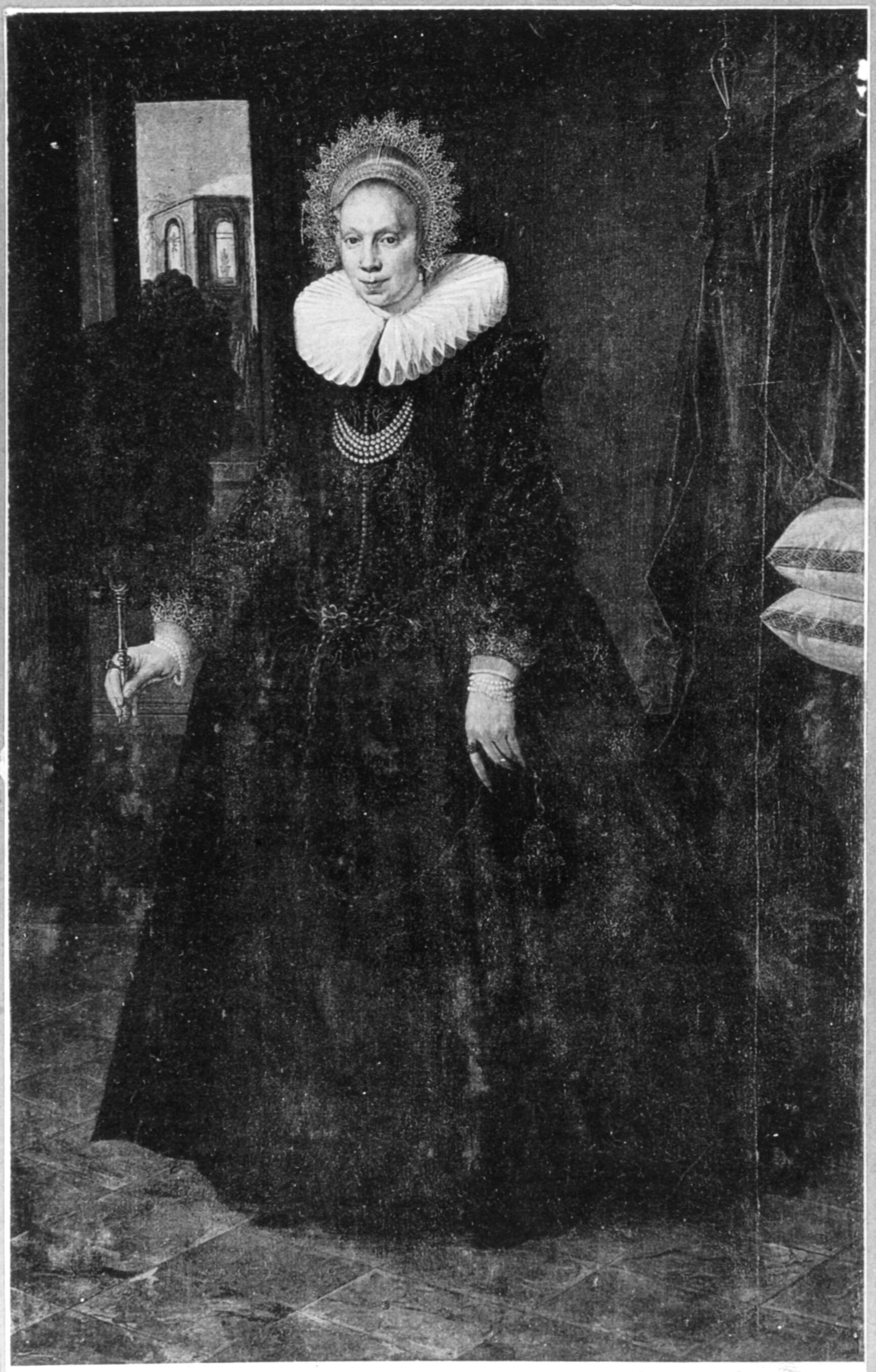
Geertruid Overlander (1577-1653), moeder van Catharina, echtgenote van Pieter Jansz Hooft, zuster van Volkert Overlander(gedateerd 1619) RKD